# Perf
Die Perf ist ein 20 km langer, südlicher und orographisch rechter Zufluss der Lahn im hessischen Landkreis Marburg-Biedenkopf. Er fließt im nördlichen Gladenbacher Bergland. Der längste Strang über ihrem linken Zufluss Gansbach ist 22,8 km lang.
Erstmals urkundlich erwähnt wird der Fluss im Jahre 913 als Pernaffa, und er gab dem Perfgau (pagus Pernaffa), einer mittelalterlichen Gaugrafschaft, seinen Namen. Mit einem Einzugsgebiet von 113,343 km² und einem Abfluss von 1,741 m³/s ist die Perf der wasserreichste innere Fluss des Gladenbacher Berglandes und neben der Salzböde und der Aar der wichtigste.

## Geographie

### Verlauf

#### Quelle
Die Perf entspringt auf den Bottenhorner Hochflächen südöstlich der Ortschaft Bottenhorn, einem Gemeindeteil von Bad Endbach. Ihre Quelle liegt in der Gemarkung des Bad Endbacher Ortsteils Hülshof in einer Wiesenlandschaft nordwestlich unterhalb des bewaldeten Schweinskopfes (519,2 m ü. NHN), auf etwa 506 m Höhe.

#### Oberes Perftal
Die Perf fließt in überwiegend nördlicher Richtung und mit Ausnahme der Gegend um Wolzhausen und Breidenbach im Naturpark Lahn-Dill-Bergland. Sie nimmt nach etwas mehr als 900 m Fließstrecke den rechtsseitigen Sauernwiesbach auf, der ostsüdöstlich von Bottenhorn nahe dem Südfuß des Berges Scheid (538,7 m) in weiträumiger Wiesenlandschaft entspringt, etwa 800 m lang ist und dessen Lauf die Grenze der Gemarkungen Bottenhorn und Hülshof bildet. Danach mündet in Bottenhorn von links der Steinackerbach ein.
Etwa 1000 m nach dem Passieren des Steffenberger Ortsteiles Steinperf verlässt die Perf die Bottenhorner Hochflächen und stellt fortan den Hauptfluss des Breidenbacher Grundes dar. Nacheinander werden im Oberen Perftal die Steffenberger Ortsteile Ober- und Niedereisenhausen und schließlich Quotshausen durchflossen. In Niedereisenhausen fließt der Perf von links mit der Gansbach ihr wichtigster Nebenfluss und in Quotshausen, ebenfalls von links, die Hörle zu.

#### Unteres Perftal
Nachdem mit Wolzhausen der erste Breidenbacher Ortsteil durchflossen ist, bekommt die Perf eine leichte, nordwestliche Wendung und fließt etwa 1000 m weiter zwischen zwei Waldungen hindurch in das deutlich breitere, Untere Perftal. Dort fließt ihr vor dem Kernort von Breidenbach von links die Diete zu, der die Bundesstraße 253 ins Perftal folgt.

#### Mündung
Nach dem Durchfließen des Perfstausees, einem Hochwasserrückhaltebecken zwischen Breidenbach und dem Biedenkopfer Stadtteil Breidenstein zur Entlastung von Lahn und Rhein, passiert die Perf Breidenstein und schlägt dort einen Bogen um das Schloss Breidenstein. Kurz darauf mündet sie im Süden der Gemarkung und gegenüber der Besiedlung des Biedenkopfer Stadtteils Wallau auf 289 m Höhe in die dort aus Richtung Westen kommende Lahn.

### Zur Hauptflussfrage
Beim Zusammenfluss von Perf und Gansbach in Niedereisenhausen ist die Gansbach 11,1 km lang und verfügt über ein Einzugsgebiet von 23,174 km², während die Perf bis dorthin erst 8,3 km lang ist und ein Einzugsgebiet von 18,848 km² hat; die Gansbach kommt zusammen mit den restlichen 11,7 km Fließstrecke der Perf auf 22,8 km Gesamtlänge. Die Perf hat dort jedoch einen mittleren Abfluss (MQ) von 274,2 l/s und der Gansbach 237,2 l/s. Wegen des größeren MQ-Wertes ist deshalb hydrologisch die Perf der Hauptfluss des Flusssystems.

### Nebenflüsse
Zu den Nebenflüssen der Perf gehören (wenn nicht anders genannt laut ):
| Name            | Seite  | Länge (km) | EZG (km²) | Mündungs- höhe (m ü. NHN) | Mündungs- ort      | DGKZ       |
| --------------- | ------ | ---------- | --------- | ------------------------- | ------------------ | ---------- |
| Perf            | –      | 20,00      | 113,343   | 500                       | (nahe Wallau)      | 25814      |
| Sauernwiesbach  | rechts | 0,8        |           |                           | Bottenhorn         | 25814-112  |
| Steinackerbach  | links  | 2,7        |           | 479                       | Bottenhorn         | 25814-114  |
| Salz-Bach       | links  | 0,6        |           |                           |                    | 25814-1316 |
| Linden-Bach     | links  | 0,6        |           |                           |                    | 25814-1318 |
| Hausebach       | rechts | 4,0        | 04,324    | 399                       | Steinperf          | 25814-14   |
| Endersbach      | links  | 1,0        |           | 399                       | Steinperf          | 25814-192  |
| Gansbach        | links  | 11,10      | 23,174    | 348                       | Niedereisenhausen  | 25814-2    |
| Hörle           | links  | 6,7        | 09,712    | 336                       | Quotshausen        | 25814-4    |
| Bornbach        | rechts | 1,1        |           |                           |                    | 25814-54   |
| Seigelbach      | links  | 0,7        |           |                           | Wolzhausen         |            |
| Daubach         | rechts | 1,5        |           |                           |                    | 25814-56   |
| Hainbach        | rechts | 1,6        |           |                           |                    | 25814-582  |
| Giebelsbach     | rechts | 0,8        |           |                           |                    | 25814-584  |
| Diete           | links  | 8,8        | 24,64     | 315                       | Breidenbach        | 25814-6    |
| Himmelsbornbach | rechts | 3,7        |           | 312                       | Breidenbach        | 25814-714  |
| Städenbach      | links  | 0,5        |           | 311                       | Breidenbach        |            |
| Gladenbach      | links  | 5,1        | 05,434    | 305                       | oberh. Perfstausee | 25814-8-2  |
| Boxbach         | links  | 5,8        | 07,790    | 305                       | oberh. Perfstausee | 25814-8    |
| Elsbach         | links  | 03,1       |           | 300                       | Perfstausee        | 25814-912  |

## Verkehrswege
Die Perf fließt – mit Ausnahme des Abschnitts Bottenhorn–Steinperf – bis nach Breidenbach parallel zur Landesstraße 3049 und durchläuft dabei Ortsteile von Steffenberg und Bad Endbach; entlang dieser Straße verläuft oberhalb von Steinperf der Hausebach. Von Breidenbach an bis zur Mündung in die Lahn fließt die Perf etwa parallel zur Bundesstraße 253, die beim in Mündungsnähe gelegenen Ort Wallau auf die B 62 trifft. Die B 253 ist die wichtigste Fernstraße des Perf-Einzugsgebietes, die oberhalb des Perf-Unterlaufes der Diete flussaufwärts folgt und jenseits der Wasserscheide zwischen Oberer Lahn und Dill schließlich Simmersbach und Dietzhölze zum Dillenburger Dilltal folgt.
Der längste Perf-Zufluss, Gansbach, verläuft – mit Ausnahme seines quellnahen Oberlaufs – entlang der L 3042 durch Ortschaften Angelburgs, bis sie schließlich den Schelder Wald abwärts durchläuft; die L 3042 trifft nahe der Gansbach-Mündung in Niedereisenhausen auf die entlang der Perf führenden L 3049.